# کینروس (آیووا)
کینروس (به انگلیسی: Kinross) شهری در ایالت آیووا کشور ایالات متحده آمریکا است که جمعیت آن در سرشماری سال ۲۰۱۰ میلادی، ۷۳ نفر بوده‌است.